# Parafia św. Bartłomieja Apostoła w Skarlinie
Parafia Świętego Bartłomieja Apostoła w Skarlinie – parafia rzymskokatolicka, znajdująca się w diecezji toruńskiej, w dekanacie Nowe Miasto Lubawskie. 